# Idrissa Sanou
Idrissa Sanou (Alto Volta, (en la actualidad Burkina Faso), 12 de junio de 1977) es un exatleta burkinés. Su hermano, Olivier Sanou también es un atleta y también participó en los JJ. OO.
Representó su país en los siguientes Juegos Olímpicos:
- Juegos Olímpicos de Sídney 2000
- Juegos Olímpicos de Atenas 2004
- Juegos Olímpicos de Pekín 2008

Compitió en los saltos de altura.
Participó en los Juegos Panafricanos:
- en 1999, Johannesburgo (Sudáfrica)
- en 2003, Abuya (Nigeria)
- en 2007, Argel (Argelia)

También participó en el Campeonato Mundial de Atletismo:
- en 2001, Edmonton (Canadá)
- en 2003, París (Francia)
- en 2005, Helsinki (Finlandia)
- en 2007, Osaka (Japón)
- en 2009, Berlín (Alemania)

entre otras competiciones.